# Serafiel
Serafiel (hebr. שׂרפיאל) – anioł, który pojawił się w apokryficznej Księdze Henocha.
Przypisuje się mu funkcje wodza chóru serafinów i jednego z ośmiu anielskich sędziów. Jest on także władcą planety Merkury, a według kabały - najwyższym księciem Merkawy, anioła rydwanu.
W tradycji muzułmańskiej i mitologii arabskiej jego odpowiednikiem jest Izrafil - anioł, który w dniu Sądu Ostatecznego obudzi umarłych dźwiękiem trąby.